# Cypa terranea
Cypa terranea är en fjärilsart som beskrevs av Butler 1876. Cypa terranea ingår i släktet Cypa och familjen svärmare. Inga underarter finns listade i Catalogue of Life.